# Populatie (statistiek)
In de statistiek is een populatie een ten aanzien van bepaalde aspecten homogene verzameling van objecten (in de ruime zin van het woord, het kunnen bijvoorbeeld ook personen zijn) waarop het onderzoek zich richt. Doel van het onderzoek is steeds inzicht te krijgen in de frequentieverdeling van eigenschappen van de populatie. Zo'n populatieverdeling wordt beschreven door parameters, zoals het populatiegemiddelde en de populatiestandaardafwijking van een variabele, de populatiefractie met een bepaalde eigenschap, enz.
Een populatie kan een groep mensen zijn waarvan de lengteverdeling interessant is, of dieren waarvan de gemiddelde levensduur wordt onderzocht, maar in de statistiek kan een populatie ook een mand sokken zijn waarin verkeerd gepaarde kleuren zitten, of een zak knikkers van verschillende grootte, of de mogelijke uitkomsten van een worp met een dobbelsteen.
Het is niet altijd mogelijk een populatie volledig te onderzoeken. Bijvoorbeeld door de hoge kosten. Of doordat het onderzoek destructief is zoals in het geval van eenmalige flitslampen of zelftests voor COVID-19. Ook kan de totale populatie niet of niet meer beschikbaar zijn. In al deze gevallen zal de onderzoeker slechts een deel van de populatie onderzoeken door daaruit een geschikte steekproef te nemen.
betrouwbaarheid · 
centrummaat · 
gemiddelde · 
gewogen gemiddelde · 
interkwartielafstand · 
kans · 
kansrekening · 
kwartiel · 
mediaan · 
meetkundig gemiddelde · 
modus · 
p-waarde · 
percentiel · 
rekenkundig gemiddelde · 
schatten · 
significantie · 
scheefheid · 
spreiding · 
standaardafwijking · 
statistiek · 
statistische toets · 
steekproef · 
uitbijter · 
variatiecoëfficiënt · 
verdelingsfunctie